# Tomé-Açu
Tomé-Açu es un municipio del estado de Pará en la región norte de Brasil.